# Louis Le Chatelier

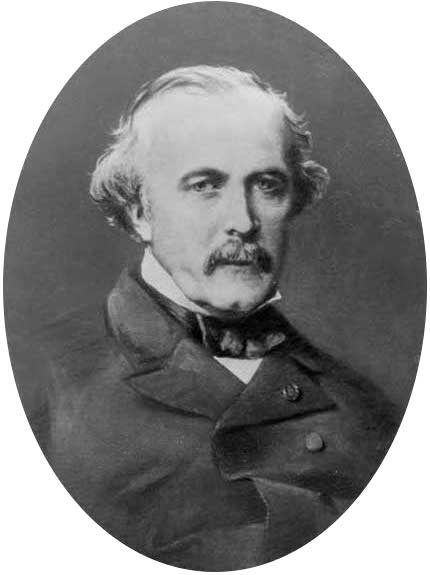
Louis Le Chatelier

Louis Le Chatelier (* 20. Februar 1815 in Paris; † 10. November 1873 ebenda) war ein französischer Ingenieur.
Le Chatelier studierte 1834 bis 1836 an der École polytechnique und danach an der Ecole des Mines. Er  wurde danach Bergwerksingenieur in Staatsdiensten (er hatte später die Generalaufsicht über die französischen Bergwerke, Inspecteur General des Mines). Er erfand eine Grubenlampe, die nach ihm benannt wurde, und eine Methode Grubengas, das zu Schlagwetter-Explosionen führen konnte, zu entdecken.
Le Chatelier entwickelte 1855 ein Verfahren, Aluminium aus Bauxit zu gewinnen und war damit einer der Gründer der französischen Aluminiumindustrie, er spielte eine Rolle bei der Einführung des Siemens-Martin-Ofens in die französische Stahlindustrie und war eine wichtige Persönlichkeit im Aufbau der französischen Eisenbahn, für die er ab 1846 von staatlicher Seite zuständig war. Insbesondere war er auch ab 1852 technischer Berater bei den umfangreichen Investitionen in Industrie und Eisenbahn der Brüder Émile Pereire und Isaac Pereire, die Besitzer der Bank Crédit Mobiliere. Er wurde dabei auch international zum Beispiel für Eisenbahnen in Russland und Spanien eingespannt und entwickelte Eisenbahn und Industrie in Nordfrankreich. Daneben war er weiter in staatlichen Komitees aktiv. Er veröffentlichte mehrere Bücher über Eisenbahnen und Lokomotivbau.
Er hatte vier Söhne und eine Tochter. Er ist der Vater des Chemikers Henry Le Chatelier, des Bauingenieurs Louis Le Chatelier (1853–1928), einer der Erbauer der Pariser Metro und später Leiter von Hochöfen in Caen, und des Marine-Ingenieurs André Le Chatelier (1861–1929), der für seine Studien von Stahllegierungen für Schiffsantriebe bekannt war. Sein Enkel Robert (geboren 1930) war Leiter der Stahlfirma Ugine (heute Ugitech).
Er ist einer der 72 Namen auf dem Eiffelturm und eine Straße in Paris ist nach ihm benannt.

## Schriften
- Mémoire sur les eaux corrosives employées dans les chaudières à vapeur, 1842
- Chemins de fer d'Allemagne, description statistique, système d'exécution, tracé, voie de fer 1845
- mit Ernest Goüin: Recherches expérimentales sur les machines locomotives, 1845
- Études sur la stabilité des machines locomotives en mouvement, 1849
- mit Eugène Flachat, Jules Petiet, Camille Polonceau: Guide du mécanicien constructeur et conducteur de machines locomotives, 2 Bände, 1851
- Chemins de fer d'Angleterre en 1851. Matériel fixe, matériel roulant, exploitation et administration, législation et statistique, 1852
- Chemins de fer. Mémoire sur la marche à contre-vapeur des machines locomotives, notice historique, 1869
- Chemins de fer. Supplément au mémoire sur la marche à contre-vapeur des machines locomotives, 1869
- Assainissement, note sur l'épuration des eaux d'égout, 1872